# Долгова, Ксения Владимировна
Ксения Владимировна Долгова (14 ноября 2004, Москва) — российская футболистка, полузащитница клуба «Локомотив» и сборной России.

## Биография
Начинала заниматься футболом в московской школе «Интер-Савёловская», тренер — Лилия Тыртышная. Позднее занималась в командах «Чертаново» (тренер — Кучер Т. Е.) и СШОР № 70 «Молния» (тренер — Ерёмина М. Г.). Победительница первенства России среди 17-летних (2019).
В августе 2020 года перешла в московский «Локомотив», где в первое время выступала за младшие команды. В основной команде «Локомотива» дебютировала 6 ноября 2021 года в матче против «Рубина», заменив на 64-й минуте Викторию Козлову. Всего в сезоне 2021 года приняла участие в трёх матчах (во всех выходила на замену), а её команда завоевала золотые медали. В сезонах 2022 и 2023 стала бронзовым призёром Чемпионата.
Выступала за юниорскую и молодёжную сборные России. 27 июня 2022 года сыграла первый неофициальный матч за основную женскую сборную России против ЦСКА. Первый официальный матч провела 10 апреля 2023 года против сборной Белоруссии.